# تشت اوروک
تشت اوروک یک مجسمه مهم سومری است که در سایت اوروک، عراق پیدا شده است. این اثر از سال ۱۹۲۸ جزو مجموعه‌های موزه بریتانیا بوده است. همراه با گلدان اوروک، این تشت به عنوان یکی از قدیمی‌ترین آثار باقی‌مانده از مجسمه‌سازی برجسته و داستانی در خاورمیانه به‌شمار می‌رود که به دوران اوروک (۳۳۰۰–۳۰۰۰ پیش از میلاد) تعلق دارد. مجسمه‌سازی برجسته ساده از دوره‌های بسیار قدیمی‌تر، مانند سایت گوبکلی تپه که به حدود ۹۰۰۰ پیش از میلاد می‌رسد، شناخته شده است. گمان می‌رود که این اثر به نوعی به عنوان تصویر آیینی در معبد الهه اینانا استفاده می‌شده است. این کنده‌کاری یک گله از گوسفندان را به تصویر می‌کشد، اما معنی این صحنه همچنان نامشخص است.

## تاریخچه و کشف
این تشت در اوروک، شهری باستانی از تمدن سومر و بعدها بابل، واقع در شرق رود فرات در جنوب عراق، پیدا شد. در دوره اوروک (۴۰۰۰–۳۰۰۰ پیش از میلاد)، اوروک یکی از بزرگ‌ترین شهرهای جنوب میان‌رودان بود و مساحتی حدود ۵ کیلومتر مربع (۱٫۹ مایل مربع) را در بر می‌گرفت. برای مدت طولانی، قدرت به نظر می‌رسد در دست معابد یا نهادهای مذهبی متمرکز بوده است، اما در نهایت گیلگمش پادشاه شد، ساختارهای جدیدی بنا نهاد و دیواری عظیم در اطراف شهر ایجاد کرد. تشت اوروک احتمالاً شیئی مقدس در یکی از معابد شهر بوده است، شاید در معبدی که به الهه اینانا اختصاص داشت. شرایط کشف آن مشخص نیست. این تشت در سال ۱۹۲۸ با حمایت «صندوق ملی مجموعه‌های هنری» توسط موزه بریتانیا خریداری شد، درست پیش از آن‌که انجمن خاورشناسی آلمان کاوش‌هایی را در این محل آغاز کند.